# 乐跃镇
乐跃镇，是中华人民共和国四川省凉山彝族自治州德昌县下辖的一个乡镇级行政单位。2019年12月，撤销小高镇，将原小高镇连丰村、联盟村、群英村、红岩村、黄草村、海花村、高丰村、杉木村所属行政区域划归乐跃镇管辖。

## 行政区划
乐跃镇下辖以下地区：
红星村、新塘村、腊鹅村、大福村、乐跃沟村、铜厂村、半站营村、沙坝子村、南厂村和跑马村。